# حیدر علی
حیدر علی (کنادا: ಹೈದರ್ ಅಲಿ؛ ۱۷۲۰ – ۷ دسامبر ۱۷۸۲) یک پادشاه مسلمان اهل هند بود.